# Hansen Studios
Hansen Studios ist ein dänisches Tonstudio in Ribe. Es ist auf Abmischung, Mastering und Aufnahme spezialisiert und wird von Jacob Hansen betrieben. Die Hauptkundschaft besteht aus Extreme-Metal-Bands.

## Geschichte
Jacob Hansen produziert, mastert und mischt Alben seit dem Jahr 1990 ab. Seine ersten Aufnahmen führte er dabei mit einem Kassettenrekorder durch. Dadurch wurde er über die Grenzen seines Heimatortes Esbjerg bekannter, sodass mehrere Bands auf Hansen aufmerksam wurden. Die Bands reisten dabei entweder zu ihm oder er führte die Arbeiten in anderen Studios durch. Da Hansen auch selbst als Musiker vorher bereits aktiv war, hatte er schon ein ausreichendes Hintergrundwissen im Metal-Bereich, sodass die Kundschaft auch hauptsächlich aus diesem Bereich stammt. Hansen Studios arbeitete bereits mit Bands wie Destruction, Heaven Shall Burn, Neaera, Illdisposed, Volbeat und Maroon zusammen.

## Kunden und Werke (Auswahl)
| VÖ-Jahr | Band              | Album                                      | Prozess                                       |
| ------- | ----------------- | ------------------------------------------ | --------------------------------------------- |
| 2003    | Aborted           | Goremageddon: The Saw and the Carnage Done | Aufnahmen, Abmischung und Mastering           |
| 2005    | Communic          | Conspiracy in Mind                         | Aufnahmen, Abmischung und Mastering           |
| 2004    | Raunchy           | Confusion Bay                              | Aufnahmen und Abmischung                      |
| 2004    | Mercenary         | 11 Dreams                                  | Aufnahmen und Abmischung                      |
| 2006    | Neaera            | Let the Tempest Come                       | Aufnahmen, Abmischung und Mastering           |
| 2006    | Leatherwolf       | World Asylum                               | Abmischung                                    |
| 2006    | Heaven Shall Burn | Deaf to Our Prayers                        | Abmischung und Mastering                      |
| 2007    | Fear My Thoughts  | Vulcanus                                   | Aufnahmen, Abmischung und Mastering           |
| 2007    | Deadlock          | Wolves                                     | Abmischung                                    |
| 2008    | Paradox           | Eletrify                                   | Abmischung                                    |
| 2008    | Volbeat           | Guitar Gangsters & Cadillac Blood          | Aufnahmen, Abmischung und Mastering           |
| 2008    | Destruction       | D.E.V.O.L.U.T.I.O.N.                       | Aufnahmen, Abmischung und Mastering           |
| 2009    | Pestilence        | Resurrection Macabre                       | Aufnahmen, Abmischung und Mastering           |
| 2009    | Icon in Me        | Human Museum                               | Schlagzeugaufnahmen, Abmischung und Mastering |
| 2009    | Týr               | By the Light of the Northern Star          | Abmischung                                    |
| 2013    | The New Black     | III: Cut Loose                             | Abmischung und Mastering                      |
| 2016    | Dizzy Mizz Lizzy  | Forward in Reverse                         | Aufnahmen und Abmischung                      |
| 2016    | The New Black     | A Monster's Life                           | Abmischung                                    |

Quelle: